# Nick Tritton
Nicholas "Nick" Tritton (ur. 20 lipca 1984) – kanadyjski judoka. Dwukrotny olimpijczyk. Zajął 21. miejsce w Pekinie 2008 i szesnaste w Londynie 2012. Walczył w wadze lekkiej.
Uczestnik mistrzostw świata w 2005, 2007, 2009, 2010 i 2011. Startował w Pucharze Świata w latach 2005 i 2007-2012. Brązowy medalista igrzysk panamerykańskich w 2007 i 2011. Zdobył pięć medali na mistrzostwach panamerykańskich w latach 2007 - 2011. Drugi na igrzyskach frankofońskich w 2009 i trzeci w 2005. Sześciokrotny medalista mistrzostw Kanady w latach 2002-2010.

## Letnie Igrzyska Olimpijskie 2008
| Konkurencja | Eliminacje        | Klas. końcowa |
| Konkurencja | Przeciwnik I      | Miejsce       |
| ----------- | ----------------- | ------------- |
| 66 kg       | João Pina (POR) P | 21.           |

## Letnie Igrzyska Olimpijskie 2012
| Konkurencja | Eliminacje                   | Klas. końcowa |
| Konkurencja | Przeciwnik I                 | Miejsce       |
| ----------- | ---------------------------- | ------------- |
| 73 kg       | Navroʻz Joʻraqobilov (UZB) P | 16.           |